# فورد فوکوس
فورد فوکوس (به انگلیسی: Ford Focus) خودرویی کامپکت محصول کمپانی فورد است که از سال ۱۹۹۸ تا کنون در چونگ‌کینگ، جمهوری خلق چین، آرژانتین، مکزیک، پرتوریا، آفریقای جنوبی، آلمان، فیلیپین، ستوبال، پرتغال، جمهوری چین، والنسیا، ایالات متحده آمریکا، روسیه، ویتنام و ونزوئلا تولید می‌شود. طراحی آن خودروهای موتور جلو-محور جلو بوده‌است. مدل آر-اس(RS) این خودرو مجهز به موتور درونسوز ۵ سیلندر خطی دو و نیم لیتری و چهار چرخ محرک است.

## فروش
| سال  | فروش در ایالات متحده |
| ---- | -------------------- |
| ۱۹۹۹ | ۵۵٬۸۹۶               |
| ۲۰۰۰ | ۲۸۶٬۱۶۶              |
| ۲۰۰۱ | ۲۶۴٬۴۱۴              |
| ۲۰۰۲ | ۲۴۳٬۱۹۹              |
| ۲۰۰۳ | ۲۲۹٬۳۵۳              |
| ۲۰۰۴ | ۲۰۸٬۳۳۹              |
| ۲۰۰۵ | ۱۸۴٬۸۲۵              |
| ۲۰۰۶ | ۱۷۷٬۰۰۶              |
| ۲۰۰۷ | ۱۷۳٬۲۱۳              |
| ۲۰۰۸ | ۱۹۵٬۸۲۳              |
| ۲۰۰۹ | ۱۶۰٬۴۳۳              |
| ۲۰۱۰ | ۱۷۲٬۴۲۱              |
| ۲۰۱۱ | ۱۷۵٬۷۱۷              |
| ۲۰۱۲ | ۲۴۵٬۹۲۲              |
| ۲۰۱۳ | ۲۳۴٬۵۷۰              |
| ۲۰۱۴ | ۲۱۹٬۶۳۴              |
| ۲۰۱۵ | ۲۰۲٬۴۷۸              |